# Masirana taraensis
Masirana taraensis är en spindelart som beskrevs av Teruo Irie och Ono 2005. Masirana taraensis ingår i släktet Masirana och familjen Leptonetidae. Inga underarter finns listade i Catalogue of Life.